# Nový Čas
Nový Čas (wörtlich „Neue Zeit“, selbst stilisiert als „Nezávislý denník Nový Čas“ – deutsch „unabhängige Zeitung Neue Zeit“) ist eine slowakische Boulevardzeitung aus dem Medienhaus FPD Media (bis zum 31. Juli 2018 Ringier Axel Springer Media) und die am meisten verkaufte und gelesene Tageszeitung in der Slowakei. Sie erscheint täglich von Montag bis Samstag, samstags wird ein Beiblatt namens Nový Čas víkend hinzugefügt. Eine separate Auflage namens Nový Čas Nedeľa wird seit 2006 sonntags herausgegeben.
Die i. d. R. herausgegebenen 40 oder mehr Seiten im Format Tabloid enthalten Artikel mit vielen Farben, großen Fotos, Überschriften und leichtem Schreibstil.
Gegründet wurde die Zeitung kurz nach dem Ausbruch der Samtenen Revolution im Jahr 1990 und war am Anfang eine Kopie der österreichischen Kronen Zeitung.

## Auflage
Im Juni 2021 betrug die durchschnittliche Auflage 80.548 Exemplare, mit 49.433 verkauften Exemplaren. Zum Vergleich betrug die durchschnittliche Auflage im Juni 2013 170.339 Exemplare, mit 111.751 verkauften Exemplaren.